# Selenocephalus moreanus
Selenocephalus moreanus är en insektsart som beskrevs av Dlabola 1977. Selenocephalus moreanus ingår i släktet Selenocephalus och familjen dvärgstritar. Inga underarter finns listade i Catalogue of Life.